# Régine Cavagnoud
Régine Cavagnoud (* 27. Juni 1970 in Thônes; † 31. Oktober 2001 in Innsbruck) war eine französische Skirennläuferin. Sie wuchs im Skigebiet La Clusaz auf, ihr Vater war dort im Winter bei den Skiliftbetrieben beschäftigt.

## Biografie
Cavagnoud gewann acht Weltcuprennen und wurde siebenmal Französische Meisterin. Der Abfahrtssieg vom 21. Januar 1999 in Cortina d’Ampezzo war der erste Sieg in dieser Disziplin für die französischen Damen seit Caroline Attia am 15. Dezember 1982 in San Sicario. Ihre größten Erfolge waren 2001 der Gewinn des Weltmeistertitels im Super-G und der Gewinn des Super-G-Weltcups im gleichen Jahr.
Am 27. Oktober 2001 fuhr sie zum Auftakt der Saison 2001/02 beim Riesentorlauf in Sölden als Dritte auf das Podest. Zwei Tage später stieß sie am 29. Oktober 2001 beim gemeinsamen Abfahrtstraining der deutschen und französischen Skirennläuferinnen auf dem Pitztaler Gletscher in Österreich mit dem dabei schwer verletzten deutschen Nachwuchs-Trainer Markus Anwander zusammen. Laut Polizeibericht stießen Régine Cavagnoud und Anwander frontal mit den Köpfen zusammen und stürzten rund 100 Meter über einen Steilhang ab. Régine Cavagnoud starb zwei Tage später in der Universitätsklinik Innsbruck. Anwander überlebte schwer verletzt und arbeitete nach langer Rehabilitation wieder als Skitrainer.

## Erfolge

### Olympische Spiele
- Albertville 1992: 10. Kombination, 17. Abfahrt, 26. Super-G
- Lillehammer 1994: 11. Super-G, 18. Riesenslalom, 26. Abfahrt
- Nagano 1998: 7. Abfahrt, 16. Super-G

### Weltmeisterschaften
- Saalbach 1991: 10. Kombination, 12. Super-G
- Morioka 1993: 11. Abfahrt, 15. Super-G
- Sierra Nevada 1996: 25. Super-G, 26. Abfahrt
- Sestriere 1997: 21. Super-G, 26. Abfahrt
- St. Anton 2001: 1. Super-G, 12. Abfahrt, 17. Riesenslalom

### Weltcupwertungen
Régine Cavagnoud gewann einmal die Disziplinenwertung im Super-G.
| Saison  | Gesamt | Gesamt | Abfahrt | Abfahrt | Super-G | Super-G | Riesenslalom | Riesenslalom | Kombination | Kombination |
| Saison  | Platz  | Punkte | Platz   | Punkte  | Platz   | Punkte  | Platz        | Punkte       | Platz       | Punkte      |
| ------- | ------ | ------ | ------- | ------- | ------- | ------- | ------------ | ------------ | ----------- | ----------- |
| 1990/91 | 50.    | 20     | 19.     | 19      | –       | –       | –            | –            | 20.         | 1           |
| 1991/92 | 51.    | 141    | 21.     | 93      | 39.     | 28      | –            | –            | 21.         | 20          |
| 1992/93 | 13.    | 497    | 8.      | 271     | 10.     | 158     | 39.          | 26           | 8.          | 42          |
| 1993/94 | 28.    | 259    | 27.     | 64      | 12.     | 144     | 33.          | 35           | 23.         | 16          |
| 1994/95 | 26.    | 269    | 20.     | 99      | 9.      | 165     | 52.          | 5            | –           | –           |
| 1995/96 | 46.    | 155    | 26.     | 74      | 22.     | 59      | 36.          | 22           | –           | –           |
| 1996/97 | 27.    | 256    | 15.     | 137     | 15.     | 111     | 47.          | 8            | –           | –           |
| 1997/98 | 28.    | 272    | 9.      | 167     | 21.     | 67      | 52.          | 4            | –           | –           |
| 1998/99 | 7.     | 764    | 8.      | 295     | 4.      | 335     | 16.          | 134          | –           | –           |
| 1999/00 | 3.     | 1036   | 5.      | 417     | 4.      | 330     | 11.          | 263          | 10.         | 26          |
| 2000/01 | 3.     | 1105   | 3.      | 360     | 1.      | 577     | 15.          | 132          | 7.          | 36          |
| 2001/02 | 81.    | 60     | –       | –       | –       | –       | 30.          | 60           | –           | –           |

### Weltcupsiege
| Datum             | Ort               | Land       | Disziplin    |
| ----------------- | ----------------- | ---------- | ------------ |
| 21. Januar 1999   | Cortina d’Ampezzo | Italien    | Abfahrt      |
| 23. Januar 1999   | Cortina d’Ampezzo | Italien    | Super-G      |
| 19. November 1999 | Copper Mountain   | USA        | Riesenslalom |
| 22. Januar 2000   | Cortina d’Ampezzo | Italien    | Abfahrt      |
| 15. März 2000     | Bormio            | Italien    | Abfahrt      |
| 6. Dezember 2000  | Val-d’Isère       | Frankreich | Super-G      |
| 13. Januar 2001   | Haus im Ennstal   | Österreich | Super-G      |
| 20. Januar 2001   | Cortina d’Ampezzo | Italien    | Super-G      |